# Norme
Norma je dokument donesen konsenzusom i odobren od priznatoga tijela, koji za opću i višekratnu uporabu daje pravila, upute ili značajke za djelatnosti ili njihove rezultate s ciljem postizanja najboljeg stupnja uređenosti u danome kontekstu.
Vrste norma
1. Osnovna norma
2. Terminološka norma
3. Norma za ispitivanje
4. Norma za proizvod
5. Norma za proces
6. Norma za uslugu
7. Norma za sučelje
8. Norma o potrebnim podacima

## Poveznice
- Normizacija
- Faze izrade hrvatskih norma
- Hrvatski zavod za norme

## Vanjske poveznice
- Hrvatski zavod za norme